# BAFTA (премия, 1982)
35-я церемония вручения наград премии BAFTA

Лучший фильм: 

Огненные колесницы 

Chariots of Fire
< 34-я Церемонии вручения 36-я >
35-я церемония вручения наград премии BAFTA, учреждённой Британской академией кино и телевизионных искусств, за заслуги в области кинематографа за 1981 год состоялась в 1982 году.

## Полный список победителей и номинантов
| Победители выделены отдельным цветом. |

### Основные категории
| Категории                                               | Победитель и номинанты                                             |
| ------------------------------------------------------- | ------------------------------------------------------------------ |
| Лучший фильм                                            | • «Огненные колесницы»                                             |
| Лучший фильм                                            | • «Атлантик-Сити»                                                  |
| Лучший фильм                                            | • «Девушка Грегори»                                                |
| Лучший фильм                                            | • «Женщина французского лейтенанта»                                |
| Лучший фильм                                            | • «Индиана Джонс: В поисках утраченного ковчега»                   |
| Лучшая режиссёрская работа                              | • Луи Маль — «Атлантик-Сити»                                       |
| Лучшая режиссёрская работа                              | • Билл Форсайт — «Девушка Грегори»                                 |
| Лучшая режиссёрская работа                              | • Карел Рейш — «Женщина французского лейтенанта»                   |
| Лучшая режиссёрская работа                              | • Хью Хадсон — «Огненные колесницы»                                |
| Лучшая мужская роль                                     | • Берт Ланкастер — «Атлантик-Сити»                                 |
| Лучшая мужская роль                                     | • Роберт де Ниро — «Бешеный бык»                                   |
| Лучшая мужская роль                                     | • Джереми Айронс — «Женщина французского лейтенанта»               |
| Лучшая мужская роль                                     | • Боб Хоскинс — «Долгая Страстная пятница»                         |
| Лучшая женская роль                                     | • Мерил Стрип — «Женщина французского лейтенанта»                  |
| Лучшая женская роль                                     | • Мэгги Смит — «Квартет»                                           |
| Лучшая женская роль                                     | • Мэри Тайлер Мур — «Обыкновенные люди»                            |
| Лучшая женская роль                                     | • Сисси Спейсек — «Дочь шахтёра»                                   |
| Лучший исполнитель роли второго плана                   | • Иэн Холм — «Огненные колесницы»                                  |
| Лучший исполнитель роли второго плана                   | • Денхолм Эллиотт — «Индиана Джонс: В поисках утраченного ковчега» |
| Лучший исполнитель роли второго плана                   | • Джон Гилгуд — «Артур»                                            |
| Лучший исполнитель роли второго плана                   | • Найджел Хэверс — «Огненные колесницы»                            |
| Самый многообещающий дебютант, исполнивший главную роль | • Джо Пеши — «Бешеный бык»                                         |
| Самый многообещающий дебютант, исполнивший главную роль | • Клаус Мария Брандауэр — «Мефисто»                                |
| Самый многообещающий дебютант, исполнивший главную роль | • Кэти Мориарти — «Бешеный бык»                                    |
| Самый многообещающий дебютант, исполнивший главную роль | • Тимоти Хаттон — «Обыкновенные люди»                              |
| Лучший сценарий                                         | • «Девушка Грегори» — Билл Форсайт                                 |
| Лучший сценарий                                         | • «Атлантик-Сити» — Джон Гуар                                      |
| Лучший сценарий                                         | • «Женщина французского лейтенанта» — Гарольд Пинтер               |
| Лучший сценарий                                         | • «Огненные колесницы» — Колин Уэлланд                             |

### Другие категории
| Категории                                                          | Победитель и номинанты                                                               |
| ------------------------------------------------------------------ | ------------------------------------------------------------------------------------ |
| Лучшая музыка к фильму                                             | • «Женщина французского лейтенанта» — Карл Дэвис                                     |
| Лучшая музыка к фильму                                             | • «Артур» — Бёрт Бакарак                                                             |
| Лучшая музыка к фильму                                             | • «Индиана Джонс: В поисках утраченного ковчега» — Джон Уильямс                      |
| Лучшая музыка к фильму                                             | • «Огненные колесницы» — Вангелис                                                    |
| Лучшая операторская работа                                         | • «Тэсс» — Гислен Клоке, Джеффри Ансуорт                                             |
| Лучшая операторская работа                                         | • «Женщина французского лейтенанта» — Фредди Фрэнсис                                 |
| Лучшая операторская работа                                         | • «Индиана Джонс: В поисках утраченного ковчега» — Дуглас Слокомб                    |
| Лучшая операторская работа                                         | • «Огненные колесницы» — Дэвид Уоткин                                                |
| Лучший дизайн костюмов                                             | • «Огненные колесницы» — Милена Канонеро                                             |
| Лучший дизайн костюмов                                             | • «Женщина французского лейтенанта» — Том Рэнд                                       |
| Лучший дизайн костюмов                                             | • «Тэсс» — Энтони Пауэлл                                                             |
| Лучший дизайн костюмов                                             | • «Экскалибур» — Боб Рингвуд                                                         |
| Лучшая работа художника-постановщика                               | • «Индиана Джонс: В поисках утраченного ковчега» — Норман Рейнолдс                   |
| Лучшая работа художника-постановщика                               | • «Женщина французского лейтенанта» — Эсшетон Гортон                                 |
| Лучшая работа художника-постановщика                               | • «Огненные колесницы» — Роджер Холл                                                 |
| Лучшая работа художника-постановщика                               | • «Тэсс» — Пьер Гуффрой                                                              |
| Лучший монтаж                                                      | • «Бешеный бык» — Тельма Скунмейкер                                                  |
| Лучший монтаж                                                      | • «Женщина французского лейтенанта» — Джон Блум                                      |
| Лучший монтаж                                                      | • «Индиана Джонс: В поисках утраченного ковчега» — Майкл Кан                         |
| Лучший монтаж                                                      | • «Огненные колесницы» — Терри Роулингс                                              |
| Лучший звук                                                        | • «Женщина французского лейтенанта» — Дон Шарп, Айвен Шаррок, Билл Роу               |
| Лучший звук                                                        | • «Дочь шахтёра» — Гордон Эккер, Джим Александер и другие…                           |
| Лучший звук                                                        | • «Индиана Джонс: В поисках утраченного ковчега» — Рой Чармен, Бен Бёртт, Билл Варни |
| Лучший звук                                                        | • «Огненные колесницы» — Клайв Уинтер, Билл Роу, Джим Шилдс                          |
| Лучший анимационный короткометражный фильм                         | • The Sweater — Шелдон Коэн                                                          |
| Лучший анимационный короткометражный фильм                         | • Beginnings — Клоринда Варни                                                        |
| Лучший анимационный короткометражный фильм                         | • Creole — Сэм Уайсс                                                                 |
| Лучший короткометражный фильм                                      | • Recluse — Боб Бентли                                                               |
| Лучший короткометражный фильм                                      | • Couples and Robbers — Клэр Пеплоу                                                  |
| Лучший короткометражный фильм                                      | • Towers of Babel — Джонатан Льюис                                                   |
| Flaherty Documentary Award                                         | • Soldier Girls — Ник Брумфилд, Джоан Чёрчилл                                        |
| Flaherty Documentary Award                                         | • Best Boy — Айра Уол                                                                |
| Flaherty Documentary Award                                         | • The Life and Times of Rosie the Riveter — Конни Филд                               |
| Flaherty Documentary Award                                         | • Return Journey — Иэн Поттс                                                         |
| Michael Balcon Award за вклад в развитие британского кинематографа | • Дэвид Путтнэм — продюсер                                                           |
| BAFTA Academy Fellowship Award                                     | • Анджей Вайда — кинорежиссёр                                                        |